# Кастельсарачено
Кастельсарачено (итал. Castelsaraceno) — коммуна в Италии, расположена в регионе Базиликата, подчиняется административному центру Потенца.
Население составляет 1675 человек, плотность населения составляет 23 чел./км². Занимает площадь 74 км². Почтовый индекс — 85031. Телефонный код — 0973.
Покровителем населённого пункта считается Антоний Падуанский. Праздник ежегодно празднуется 13 июня, 16 июля, 16 августа.